# 缠爱之根
《缠爱之根》（羅馬化：Rak Kaew）是CHANGE2561制作，改编自著名作家克里希纳·阿索克辛的同名小说，由素帕莎娜·他那差、克丽丝·霍旺領銜主演，帕查拉·奇拉锡瓦特、路易斯·斯科特主演的同志浪漫爱情剧。剧情主要讲述关于爱与斗争的故事，并于2022年10月20日起每周三与周四晚8时30分在泰国第3电视台播出。

## 剧情简介
“如果生命就像一棵树，那么“主根”就是支撑树干，滋养植物生长的消化道。如果那棵树得到很好的照顾，那棵树将成为一棵肥沃的树，长成一棵稳定的树。”
19岁的Roithongsai家境貧困，她的父亲靠著賣麵撐起一家生計。Roithongsai在年幼時即被Rungrong的父亲收养，由他照顾。在养父去世后，Rungrong日久生情，爱上了Roithongsai。当Roithongsai发现Rungrong以一种对待爱人的方式而不是作为姊妹看待她时，她开始逃跑，变成姊姊讨厌的样子。然而……这似乎相当困难...

## 演员阵容
註：括號內的演員姓名為小名。

### 主要人物
- 素帕莎娜·他那差（Kao） 饰演 Roithongsai（Sai）

七歲時即被Rangrong家收養，將Rungrong當作親姊一樣尊敬，當知道Rungrong對她的愛超出姊妹關係時，極盡全力的想逃離
- 克丽丝·霍旺（Cris） 饰演 Rungrong（Rong）

父親去世後，以監護人的名義養育著Sai，實則超乎親情深愛著她
- 帕查拉·奇拉堤瓦特（Peach） 饰演 Ribadin Nawarat（Din）[8]

玩世不恭的貴公子，因父親童年時帶給他的創傷，使他沒有安全感，再遇到擁有相同處境的Sai後，對她伸出援手
- 路易斯·斯科特（Louis） 饰演 Kida

理性愛家的好男人，因姊姊的緣故常與妻子分隔兩地，在Sai遭遇困難時提供協助

### 其他人物
- 納塔莎·本普拉喬姆（Yoghurt） 饰演 Charawee（Cha）

Kida的妻子，與Katli不合
- 拉思·瓦查拉普梅（Organ） 饰演 Katli（Li）

Kida的姊姊，父母意外去世後，姊代母職撫養Kida長大，深愛著Rangrong，且與弟媳Charawee不合，處心積慮想拆散他們夫妻
- 帕查琳·茱格萊盧恩彭（Namfon） 饰演 Srithip Nawarat

Ripdin的姊姊，討厭Sai
- 阿披南·普拉瑟瓦塔納坤（M） 饰演 Ekkarat

Rangrong的哥哥，遊手好閒
- 窩拉力·鳳阿隆（Nott） 饰演 Wut

Rangrong的前夫，婚後沈迷於賭博且家暴Rangrong
- 查塔瑞卡·西緹普容（Care） 饰演 Saikwan（Kwan）

Ripdin的前女友，討厭Sai
- 平·林柏拉普容（Ping） 饰演 Sathit

Kida的手下，Uthumphon的丈夫，劇中的綠葉人物
- 坎扎那朋·普洛派（Jeab） 饰演 Uthumphon

Rangrong的秘書，Sathit的妻子
- 特溫·蘇拉徹耿（Top） 饰演 Sunai

Charawee的情夫
- 他萬·社尼翁 饰演 Phimlak

Wut的母親，深信兒子人間蒸發跟Rangrong有關
- 查利特·凤阿隆（Toom） 饰演 Kiang

Sai的親生父親，妻子去世後靠著麵攤扶養四個孩子長大，於第6集逝世
- 提那帕特·提那空（Mac）饰演 Rungroj

Sai的二弟
- 西里努·佩楚莱（Koi） 饰演 Nuam

Rangrong家的幫傭

### 特別出演
- 蘇查奧·彭威萊 饰演

Rangrong與Ekkarat的父親，Sai的養父，領養Sai作為童養媳
- 坦薩蓬·威維特瓦隆（Peterpan） 饰演 Chayen

Sai的前男友

## 劇集迴響

### 泰國電視收視率
- 收視最低的集數以藍色表示，收視最高的集數以紅色表示，而空格則表示該集的收視沒有相關數據。

| 集數 No.   | 播放日期       | 播放時段 (UTC+07:00) | 平均收視率 | 來源  |
| ---------- | -------------- | -------------------- | ---------- | ----- |
| 1          | 2022年10月20日 | 星期四 20:30         | 1.80       | [ 9 ] |
| 2          | 2022年10月26日 | 星期三 20:30         | 2.40       | [ 9 ] |
| 3          | 2022年10月27日 | 星期四 20:30         | 2.10       | [ 9 ] |
| 4          | 2022年11月2日  | 星期三 20:30         | 2.20       | [ 9 ] |
| 5          | 2022年11月3日  | 星期四 20:30         | 2.20       | [ 9 ] |
| 6          | 2022年11月9日  | 星期三 20:30         | 2.30       | [ 9 ] |
| 7          | 2022年11月10日 | 星期四 20:30         | 2.50       | [ 9 ] |
| 8          | 2022年11月16日 | 星期三 20:30         | 2.40       | [ 9 ] |
| 9          | 2022年11月17日 | 星期四 20:30         | 2.40       | [ 9 ] |
| 10         | 2022年11月23日 | 星期三 20:30         | 2.88       | [ 9 ] |
| 11         | 2022年11月24日 | 星期四 20:30         | 2.40       | [ 9 ] |
| 12         | 2022年11月30日 | 星期三 20:30         | 2.51       | [ 9 ] |
| 平均收視率 | 平均收視率     | 平均收視率           | 2.34       | 1     |

^1  基於每集的平均觀眾份額。

## 獲獎與提名列表
| 年度   | 頒獎典禮                  | 獎項           | 入圍者          | 結果 |
| ------ | ------------------------- | -------------- | --------------- | ---- |
| 2023年 | 19th Kom Chad Luek Awards | 最佳電視劇     | 《纏愛之根》    | 提名 |
| 2023年 | 19th Kom Chad Luek Awards | 優秀劇集       | 《纏愛之根》    | 提名 |
| 2023年 | 19th Kom Chad Luek Awards | 最佳女主角     | 克麗絲·霍旺     | 提名 |
| 2023年 | 19th Kom Chad Luek Awards | 最佳女主角     | 素帕莎娜·他那差 | 提名 |
| 2023年 | 19th Kom Chad Luek Awards | 最佳男配角     | 路易斯·斯科特   | 提名 |
| 2023年 | 第37屆泰國電視金獎        | 最佳女主角     | 克麗絲·霍旺     | 提名 |
| 2023年 | 第37屆泰國電視金獎        | 最佳女配角     | 素帕莎娜·他那差 | 提名 |
| 2023年 | Maya TV Awards 2023       | 最佳電視女主角 | 素帕莎娜·他那差 | 提名 |
| 2023年 | Maya TV Awards 2023       | 最佳電視女配角 | 克麗絲·霍旺     | 提名 |

## 電視節目的變遷
| 泰國第3電視台 星期三至四 20:30－22:30          | 泰國第3電視台 星期三至四 20:30－22:30                               | 泰國第3電視台 星期三至四 20:30－22:30 |
| ---------------------------------------------- | ------------------------------------------------------------------- | ------------------------------------- |
|                                                | 缠爱之根 （2022年10月20日－2022年11月30日）                         |                                       |
| 超級明星2007 （2022年9月15日－2022年10月19日） | 你是我的化妝師 （2022年12月1日－2022年12月22日） （週三至週日播出） |                                       |